# Жоннар, Шарль
Шарль Селесте́н Огю́ст Жонна́р (фр. Charles Célestin Auguste Jonnart, 27 декабря 1857, Флешен — 30 сентября 1927, Париж) — французский политик, министр иностранных дел (1913).

## Биография
Родился 27 декабря 1857 года в городке Флешен, где начиная с 1846 года тридцать пять лет состоял нотариусом отец — Франсуа Жоннар, рано осиротевший выходец из среды сельской буржуазии. Мать — дочь врача Софи Ноель, кроме Шарля у неё было ещё четверо детей.
Учился в Сент-Омере, затем на юридическом факультете Парижского университета.
В юности Жоннар посещал Алжир, а в 1881 году Леон Гамбетта назначил его сотрудником канцелярии генерал-губернатора Алжира.
В 1886 году избран депутатом генерального совета департамента Па-де-Кале от Сент-Омера, в 1889 году избран в Палату депутатов Франции от своего родного департамента и неизменно сохранял за собой мандат до 1914 года, переизбираясь в 1893, 1898, 1902, 1906 и 1910 годах.
3 декабря 1893 года получил в правительстве Казимира-Перье портфель министра общественных работ и занимал эту должность до 30 мая 1894 года.
В 1903 году назначен генерал-губернатором Алжира и немало поспособствовал карьере Юбера Лиоте — будучи полковником, тот был произведён в генералы, занимаясь делами Алжира и Марокко, а впоследствии стал маршалом. В 1911 году Жоннар вернулся в метрополию.
После избрания президентом Франции Пуанкаре Жоннар с 22 января по 18 февраля 1913 года состоял министром иностранных дел в третьем кабинете Бриана, а с 18 февраля по 18 марта 1913 года — в четвёртом (являлся исполняющим обязанности министра до 22 марта).
19 мая 1913 года избран президентом Компании Суэцкого канала.
С 1914 по 1927 год — сенатор Франции от Па-де-Кале.
С 16 по 23 ноября 1917 года занимал должность министра блокады и освобождённых территорий во втором правительстве Клемансо, представляя в нём Демократический альянс.
После Первой мировой войны назначен послом Франции в Ватикане.
В 1918 году вошёл в Академию моральных и политических наук, а 19 апреля 1923 года вопреки сопротивлению сторонников Шарля Морраса и Фернана Грега шестнадцатью голосами после четырёх туров голосования избран во Французскую академию на место, освободившееся после смерти Поля Дешанеля.

## Избранные труды
- Exposé de la situation générale de l’Algérie : 1906, Alger, Imprimerie administrative, 429 p., 1907
- Exposé de la situation générale des territoires du sud de l’Algérie. Année 1906, Alger, Heintz, 207 p., 1907
- Œuvres complètes de Charles Jonnart, de l’Académie des sciences morales et politiques, Paris, Fayard, 1923